# Siphocampylus sceptrum
Siphocampylus sceptrum là loài thực vật có hoa trong họ Hoa chuông. Loài này được Decne. ex Linden miêu tả khoa học đầu tiên năm 1850.